# Gruber-Preis
Die internationalen Gruber-Preise werden jährlich von der Peter and Patricia Gruber Foundation auf drei Gebieten vergeben:
- Gruber-Preis für Kosmologie seit 2000
- Gruber-Preis für Genetik seit 2001
- Gruber-Preis für Neurowissenschaften seit 2004

Zwei Preise wurden zuletzt 2011 vergeben, dann wurde die Vergabe eingestellt:
- Gruber Justice Prize seit 2001
- Gruber-Preis für Frauenrechte seit 2003

Mit den Preisen werden prominente Natur- und Sozialwissenschaftler sowie Juristen ausgezeichnet. Zum Preis gehören eine goldene Medaille sowie ein Preisgeld von je einer halben Million US-Dollar.
Die Stiftung des Investment-Managers Peter Gruber (1929–2014), eines aus Ungarn stammendem jüdischen Flüchtlings, hat ihren Sitz auf Saint Thomas, das zu den amerikanischen Jungferninseln gehört.